# Манастир Горчинце
Манастир Горчинце припада Епархији нишкој Српске православне цркве. Налази се у селу Горчинце, на територији општине Бабушница.

## Историја и архитектура
Манастир Св. Петке налази се североисточно од села Горчинце у живописној удолини испод брда званог Горчински Габар, окружен многим изворима чија вода образује Горчински поток. Манастирски комплекс чини црква посвећена Св. Петки, звоник и стари конак. Манастирска црква Св. Петке обновљена је 1868. године на темељима старијег објекта. Као манастирска црква служила је до 1880. године, када је постала парохијски храм села Горчинце и Извор.
Црква Св. Петке је триконхалне основе, по дужини подељена на три травеја. Изнад средишњег травеја на пандантифима се уздиже купола. Тамбур куполе је изнутра кружног облика а споља осмостран. Куполу носе полуобличасти сводови изнад западног и источног травеја, ојачани на месту ослонца попречним луковима са степенасто профилисаним конзолама, и надвишени подужни лукови изнад полукалота бочних конхи. Равне стране тамбура оживљене су лучно завршеним нишама, са издуженим правоугаоним прозорским отвором. Црква је зидана притесаним каменом, са равним једноставним фасадама омалтерисаним и окреченим у бело. Живописане су биле у секо техници 1881. године полукалоте бочних конхи као прилози виђенијих мештана. Препознатљиве стилске особености огледају се наглашеном цртежу где преовлађује плава и окер боја. Иконостас је у потпуно девастираном стању.

## Галерија
- Цртеж изгледа манастира пре и после реновирања, аутор сликар Милованка Антић
- Манастир пре реновирања 2015. године
- Манастир пре реновирања 2015. године
- Манастир 2019. године
- Манастир и звоник Милованка
- Манастир "Уље на платну" 2020. г. аутор Винко Димитријевић